# Кутенаи (национален парк)
Кутенаи е национален парк в Канада, простиращ се по западния склон на Континенталния вододел. Парка е създаден през 1920 г. и е с големина от 1406 км2. На изток парка граничи с националния парк Банф и провинциалния парк Маунт Асинибойн, а на север с националния парк Йохо.
Заедно тези паркове формират една обща защитена природна зона, която е сред най-големите защитени зони в Света и най-голямата в Скалистите планини. Парка има разнообразна природа с пищна растителност, редуваща се с алпийска тундра и иглолистни гори. Животинският свят е представен от планински кози и овце, черни мечки, елени, гризли и множество дребни бозайници. Срещат се и над 190 вида птици.
В миналото територията на парка е била част от традиционните земи на племето кутенаи, които обитавали района от древни времена. Първият бял човек преминал през парка е Джеймс Синклеър през 1841 г.
Днес туристите са привлечени от красивата природа на парка. За техни удобства са построени къмпинги и развлекателни съоръжения.